# 若林修
若林 修（わかばやし おさむ、1944年12月23日 - 2015年6月2日）は、カナダ連邦オンタリオ州生まれのアイスホッケー選手、指導者。
実兄に若林仁がいる。北海道札幌市に在住していた。 

## 経歴
若林一家は太平洋戦争中、ブリティッシュコロンビア州から何千人という他の日系カナダ人と共にオンタリオ州に移り住んでいた。少年時代はアイスホッケーと野球に夢中になった。
1964年にボストン大学へ入学、1年次は規定により出場できなかったが、2年次にはカンファレンス最多の51アシストをあげた。
在学中、「ハービー若林」の名で活躍。新人王、大学2年～4年まで3年連続で全米ベスト6に選ばれる。ボストン大学歴代最多の90アシスト、歴代2位の145ポイントをあげており、1978年にボストン大学の殿堂入りを果たした。
卒業後は、兄の誘いを受けて1969年に来日し、西武鉄道に入団。翌年からのリーグ3連覇に貢献し、西武黄金時代を支えた。後に国土計画所属となる。
1971年9月に日本国籍を取得し、翌1972年札幌オリンピックに全日本のメンバーとして出場。以後インスブルック、レークプラシッドと3大会連続出場、レークプラシッドでは開会式の旗手を務めた。
1977年から選手兼任監督に就任。
1985年引退、監督専任となる。
1989年退団。
選手16年間で通算206ゴール、164アシスト、MVP3度、ベスト6を7度受賞。
監督として4年間も含め日本リーグ7度の優勝に導いた。
2001年、古河電工休部によって発足されたHC日光アイスバックスの初代監督に就任。
2002年10月、雪印乳業の流れを汲む札幌イーガー・ビーバーズの監督兼社長に就任。
2004年には全日本選手権大会に導いたが、クラブと対立し同年辞任した。
2015年6月2日に死去した。70歳没。